# Кабанье (Курганская область)
Кабанье — деревня в Варгашинском районе Курганской области. Входит в состав Варгашинского поссовета.

## История
До 1917 года входила в состав Моревской волости Курганского уезда Тобольской губернии. По данным на 1926 год деревня Кабанья состояла из 135 хозяйств. В административном отношении являлась центром Кабаньевского сельсовета Варгашинского района Курганского округа Уральской области.

## Население
| 1912 | 1926 | 1989 | 2002 | 2010 |
| ---- | ---- | ---- | ---- | ---- |
| 580  | ↗604 | ↘202 | ↘122 | ↘77  |

По данным переписи 1926 года в деревне проживало 604 человека (288 мужчин и 316 женщин), в том числе: русские составляли 100 % населения.